# Il lattaio bussa una volta
Il lattaio bussa una volta è un film del 1950 diretto da Charles Barton.

## Trama
Roger, figlio di un grande distributore di latte della città, soffre da qualche tempo di disturbi nervosi e, per far fronte al problema, deve esercitare qualunque attività che lo tenga occupato. Segue perciò il consiglio dell'amico Breezy, e si fa assumere dalla ditta concorrente a quella del padre, dove conosce la figlia del titolare se ne innamora, commettendo in questo stato una lunga sequela di guai.
Con non pochi sforzi, Breezy e la fidanzata Ginger riescono a nascondere i danni provocati da Roger, ma Carter, uno degli azionisti della compagnia, attira il giovane in un tranello, facendolo credere come l'autore del furto della collana della zia. Roger ormai è circondato da sospetti quando Carter, il vero autore del furto, che ha rubato la collana per pagare ingenti debiti contratti, viene smascherato con l'aiuto di un camion radiocomandato. Dopo una serie di fughe ed inseguimenti, i due giovani lattai riescono ad assicurare alla giustizia sia Carter che i suoi complici.